# Saint-Germain-Beaupré
Saint-Germain-Beaupré település Franciaországban, Creuse megyében. Lakosainak száma 355 fő (2022. január 1.). Saint-Germain-Beaupré Bazelat, Lafat, Sagnat, Saint-Agnant-de-Versillat és Saint-Léger-Bridereix községekkel határos.

## Népesség
A település népessége az elmúlt években az alábbi módon változott:
| Lakosok száma | 571  | 415  | 406  | 388  | 451  | 440  | 436  | 386  | 361  | 355  |
|               | 1968 | 1982 | 1990 | 2006 | 2013 | 2015 | 2017 | 2019 | 2020 | 2022 |